# Пугачёвка (река)
Пугачёвка (соврем. назв. с 1947 года, прежнее назв. яп. 馬群潭川, Магунтан-кава или Магункотан) — река на острове Сахалин. Длина реки — 47 км. Площадь водосборного бассейна — 295 км².
Берёт начало с Камышового хребта, севернее горы Штернберга. Течёт сначала на север, огибая гору Острую, затем поворачивает на юг. Протекает через село Пугачёво. Впадает в залив Терпения Охотского моря. Ширина реки вблизи устья — 45 метров, глубина — 2 метра, скорость течения — 0,7 м/с.
Протекает по территории Макаровского городского округа Сахалинской области.
Крупные притоки: правые — Парчевка, Каменка, Сенька, Травяная; левый — Юлай.

## Данные водного реестра
По данным государственного водного реестра России относится к Амурскому бассейновому округу.
Код объекта в государственном водном реестре — 20050000212118300005314.